# Расстрел студенческой демонстрации в Мехико

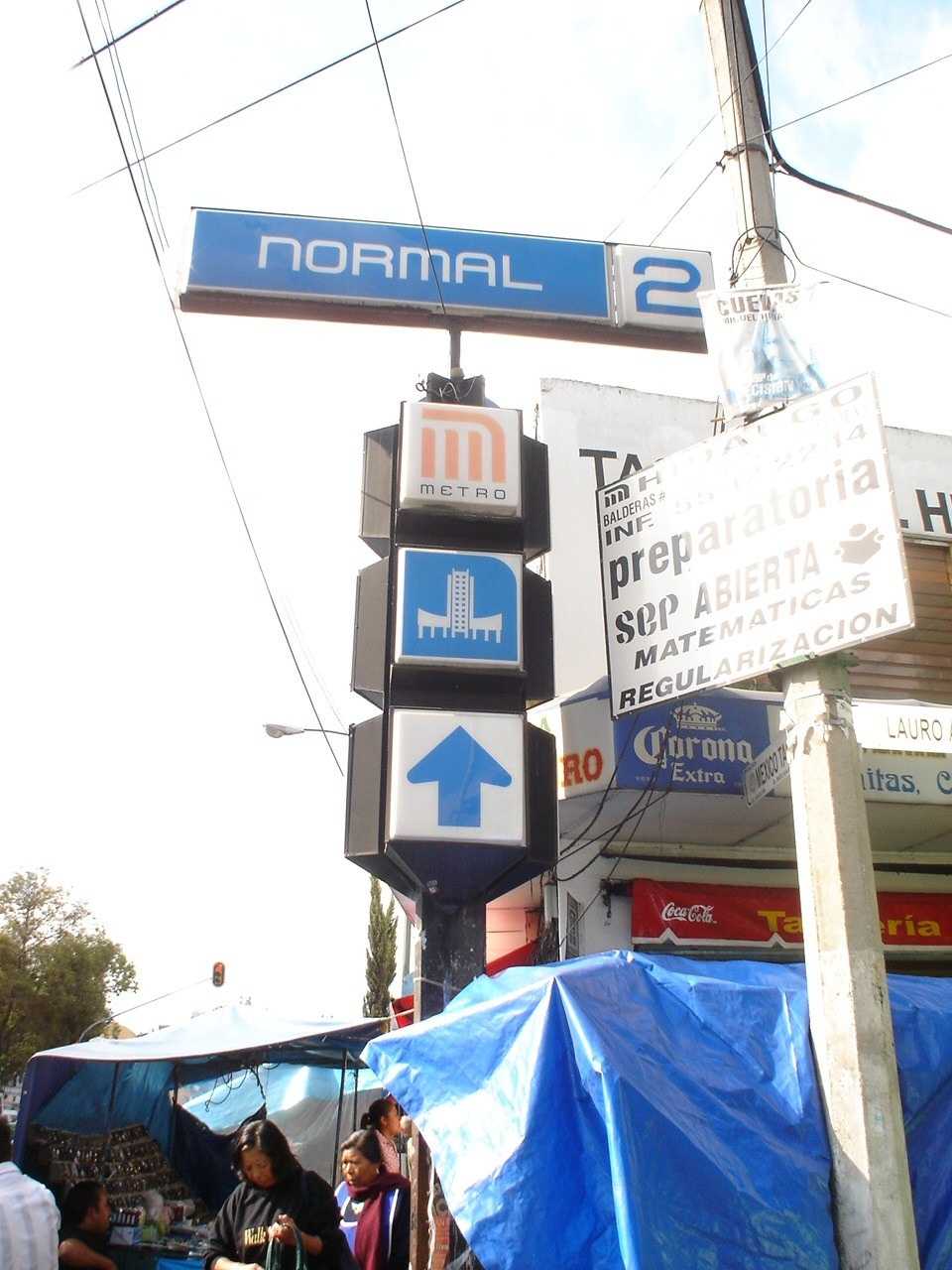
Станция Нормаль в Метрополитене Мехико была названа Резнёй Тела в четверг (Matanza del Jueves de Corpus) в память о бойне.

«Резня Тела Христова» (исп. Matanza del Jueves de Corpus), также известная как «Эль Альконасо» (исп. El Halconazo; Ястребиная забастовка, названная так из-за участия элитной группы солдат мексиканской армии, известной как Los Halcones) — массовое убийство студентов-демонстрантов в Мехико 10 июня 1971 года в день фестиваля Праздник Тела и Крови Христовых, в разгар грязной войны в Мексике. Во время инцидента было убито до 120 протестующих.

## Предпосылки
Президент Луис Эчеверрия с первых дней своего пребывания в должности объявил о намерениях реформировать демократию в Мексике. Он сразу же позволил некоторым лидерам студенческого движения 1968 года вернуться из ссылки в Чили и освободил многих заключённых в течение двух лет. В апреле 1971 года пресса рассказывала о предстоящих реформах в сфере образования, и вскоре на политической арене вновь появились такие лица, как Хосе Ревуэльтас и Эберто Кастильо, оба заключённые в тюрьму на два с половиной года. Студенты были взволнованы и думали, что у них будет возможность вернуться на улицы, чтобы продемонстрировать недовольство правительством. Конфликт в Университете Нуэво-Леона дал им основание для этого: в конце 1970 года преподаватели и студенты университетов представили основной закон, в котором предлагалось совместное правительство, а в марте 1971 года Эктор Улисес прибыл в ректорат с новым законом. Правительство штата не согласилось с этим и сократило бюджет, что вызвало гнев чиновников университета и привело к принятию Советом университета нового устава, который фактически отменил автономию учреждения. Университет объявил забастовку и призвал к солидарности с другими университетами. Национальный автономный университет Мексики и Национальный политехнический институт (IPN) немедленно отреагировали, и студенты призвали к массовому митингу в поддержку Нуэво-Леона 10 июня 1971 года.
30 мая губернатор Нуэво-Леона, Эдуардо А. Элизондо Лосано, подал в отставку в составе поселения Министерства образования. После отставки губернатора, 5 июня вступил в силу новый закон, разрешивший конфликт. Тем не менее, студенты решили выйти на демонстрацию, посчитав что требования не были ясны. Контроль координационного комитета (CoCo) был разделён, поскольку были те, кто думал, что марш был бесполезен и только спровоцировал бы правительство. Однако большинство людей поддержали закон, утверждая, что было много нерешённых проблем. Для правительства это была также возможность показать, что оно не будет таким репрессивным, как раньше. За несколько дней до демонстрации многие полицейские машины и техника начали совершать регулярные рейсы возле Каско-де-Санто-Томас (один из главных кампусов IPN).

## 10 июня
Марш начался в Каско-де-Санто-Томас и продолжился через проспекты Карпио и Маэстрос, чтобы протестующие могли проехать по дороге Мехико-Такуба, и в конце концов оказались на Площади Конституции (Сокало). Улицы, ведущие к проспекту Маэстрос, были заблокированы полицейскими и сотрудниками спецназа, которые не пропускали студентов. Танкетки были припаркованы вдоль проспекта Мельчор Окампо, рядом с военной школой, а грузовики ОМОНа с большим полицейским личным составом на пересечении проспектов Мельчор Окампо и Сан-Косме. Ударная группа, подготовленная Федеральным управлением безопасности и ЦРУ, известная как «лос Альконес» (Ястребы), прибывшая в серых грузовиках, фургонах и грузовиках спецназа, атаковала студентов с улиц возле проспекта Маэстрос после того, как полиция открыла свою блокаду. Сначала ударная группа атаковала студентов палками из бамбука и кендо, затем лос Альконес снова атаковал студентов с помощью крупнокалиберных винтовок, в то время как студенты безуспешно пытались спрятаться. Полиция не вмешивалась, потому что им приказали не делать этого. Стрельба продолжалась несколько минут, в течение которых некоторые автомобили оказывали материально-техническую поддержку военизированной группе. Поддержка включала в себя дополнительное оружие и запасные транспортные средства, такие как гражданские автомобили, фургоны, полицейские машины и скорая помощь из Крус-Верде (организация на подобии Красного Креста). Раненые были доставлены в больницу общего профиля Рубена Леньеро, но безрезультатно, поскольку лос Альконес добрались до больницы и там добивали студентов, многие из которых всё ещё находились в операционных. Число погибших составило около 120 человек, включая четырнадцатилетнего мальчика.
Той ночью армия охраняла Национальный дворец, а Луис Эчеверрия объявил о расследовании убийств и сказал, что накажет виновных. Альфонсо Мартинес Домингес, тогдашний губернатор Мехико, и Хулио Санчес Варгас, генеральный прокурор, отрицали, что были лос Альконес, а начальник полиции Эскобар обвинил студентов в создании экстремистских групп. Прошла неделя, прежде чем Эскобар признал существование лос Альконес, но отрицал их причастность к бойне. Большое количество журналистов и фотографов, которых лос Альконес избивали и арестовывали, противоречило официальной версии правительства. Мартинес Домингес подал в отставку 15 июня, потому что был убеждён, что протестующие были спровоцированы, среди прочего, поэтому у правительства был повод избавиться от него. Несмотря на это, Мартинес Домингес был известен в течение многих лет как «Альконсо» в связи с Резнёй Тела в четверг (Matanza del Jueves de Corpus).
Количество погибших на демонстрации обескуражило многих студентов, но также привело к радикализации других, некоторые из которых позже создали городские партизанские организации. Студенты в 1971 году особенно требовали демократизации образования, контроля над университетским бюджетом со стороны студентов и преподавателей, и чтобы он составлял 12 % ВВП. Они также требовали:
- политической свободы, при которой рабочие, крестьяне, студенты и интеллектуалы могли пользоваться реальными демократическими свободами и контролировать социальную систему;
- качественного образования для всех, особенно для фермеров и рабочих;
- большего уважения к культурному разнообразию;
- строгой демократической прозрачности;
- поддержки политического союза рабочих.

## Лос Альконес
Лос Альконес (Ястребы) — секретная операция группы военных, обучавшихся в США. Группа была создана в конце 1960-х годов для подавления демонстраций и предотвращения возобновления роста других крупных народных движений, таких как студенческое движение 1968 года. Их первое нападение на студентов имело место 2 октября 1969 года, через год после резни в Тлателолько. Их первоначальная обязанность, как заявило правительство общественности, которая не знала ни их названия, ни их истинного предназначения, заключалась в том, что будет полицейская группа, которая обеспечит безопасность недавно открытого метро. Члены лос Альконес были идентифицированы по прозвищам и были разного происхождения, включая спортивные клубы, полицию и наёмных бандитов («Поррос»), которые были провокаторами, созданными для противодействия и наблюдения за университетами. После Альконасо число членов лос Альконес увеличилось в геометрической прогрессии среди военнослужащих UNAM и IPN, которые назывались «Маэстрос» (Учителя) или «Пайсанос» (Соотечественники). Эти военные имели в своём распоряжении десятки лос Альконес, подавляющее большинство из которых участвовали в резне в Тлателолько, а также члены банд и преступники. Последние были освобождены из тюрьмы при условии, что они станут частью новой ударной группы и будут получать оплату.

## Судебное дело
В 2005 году в Мексике обсуждался вопрос о том, истёк ли срок совершения преступлений, совершённых 10 июня 1971 года, или же преступники могут быть признаны виновными. 29 ноября 2006 года Луис Эчеверрия признал себя виновным и был помещён под домашний арест. В 2009 году его реабилитировали на том основании, что против него не было достаточных доказательств.

## В популярной культуре
Мексиканский режиссёр Габриэль Ретес выступил продюсером, режиссёром и актёром в фильме «Глыба» (El Bulto), где он играет Лауро, фотожурналиста, на которого напал член лос Альконес, после чего тот впал в кому.
Инцидент фигурирует в фильме «Рома» (Roma) 2018 года, номинированного на премию «Оскар» в 10 категориях, в том числе за лучший фильм, и победившего в трёх из них (лучший режиссёр, лучший фильм на иностранном языке и лучший оператор).